# Superammasso dell'Orologio
Il Superammasso dell'Orologio (conosciuto anche come Superammasso Orologio-Reticolo) è un superammasso massiccio, largo circa 500 milioni di anni luce e con una massa stimata in 1017 masse solari.
La parte più vicina del superammasso giace a 700 milioni di anni luce da noi, ma il limite ulteriore è posto a circa 1,2 miliardi di anni luce nelle costellazioni dell'Orologio e dell'Eridano.
Il superammasso possiede circa 5000 gruppi di galassie (30.000 galassie giganti e 300.000 galassie nane). Comprende gli ammassi Abell 3128 e Abell 3266.